# Holozoidae
Holozoidae Berrill, 1950 è una famiglia di organismi tunicati della classe Ascidiacea.

## Tassonomia
Comprende i seguenti generi:
- Distaplia Della Valle, 1881
- Hypodistoma Tokioka, 1967
- Hypsistozoa Brewin, 1953
- Neodistoma Kott, 1990
- Polydistoma Kott, 1990
- Protoholozoa Kott, 1969
- Pseudoplacentela Sanamyan, 1993
- Sigillina Savigny, 1816
- Sycozoa Lesson, 1832